# Martine (pièce de théâtre)
Pour les articles homonymes, voir Martine.
Martine est une pièce de théâtre de Jean-Jacques Bernard créée au théâtre des Mathurins le 9 mai 1922 par les Compagnons de la Chimère, mis en scène par Gaston Baty.

## Le thème
Dans cette pièce en 5 tableaux Martine, jeune paysanne mélancolique,  aime un homme appartenant à une classe sociale supérieure et marié à une autre femme. Elle souffre en silence. La pièce illustre l'esthétique de Jean-Jacques Bernard, le théâtre de l'inexprimé où soupirs, silences, et sanglots se substituent aux mots : « le théâtre n'a pas de pire ennemi que la littérature. Elle exprime et dilue ce qu'il ne devrait que suggéré ».

## La création
Elle a lieu au théâtre des Mathurins le 9 mai 1922. Les Compagnons de la Chimère sont une association fondée par Gaston Baty, alors au début de sa carrière.

### Distribution
- Martine : Marguerite Jamois
- Julien : Jean Caudray
- Alfred : Marcel Delaître
- Jeanne : Suzanne Carvalho
- Madame Mervan : Charlotte Clasis

### Accueil critique
Les critiques sont généralement très positives. "Avec une apparente facilité les personnages révèlent leur plus sourde psychologie et ce qu'il y a de trouble chez les âtres les plus sains" (Jane Catule-Mendès dans La Presse) ; "cette œuvre, si sobre et d'un pathétique si humain, achèvera de classer M. J.J. Bernard parmi les premiers de nos jeunes auteurs...".

## Comédie-Française
La première présentation de Martine à la Comédie-Française l'est dans une mise en scène d'Émile Fabre, le 13 novembre 1934. Madeleine Renaud est Martine, elle explique sa conception du rôle dans un article de Comœdia.
La pièce est reprise régulièrement par la Comédie-Française, en 1936, 1940, 1945, 1947.
Le 24 janvier 1945, toujours dans la mise en scène d'Émile Fabre Martine est présentée au même programme que L'Anglais tel qu'on le parle, pièce de Tristan Bernard, le père le Jean-Jacques Bernard. Dans l'Aurore Gustave Joly écrit « émouvante et curieuse confrontation. Même style d’un pointillisme aigu, mêmes touches exactes et sûres, même humanité, souriante et à fleur de peau chez l’un, d’une gravité attendrie et pudique chez l’autre. Une lucidité identique, simplificatrice et cursive chez le père, analytique mais allusive chez le fils. »
La distribution comprend alors

## Télévision, 1957
La pièce est portée à la télévision par Jean Vernier. La durée est de 70 minutes. La diffusion a lieu le 23 février 1957. Le producteur est la Radiodiffusion Télévision Française.
L'équipe technique comprend Jacques Manier, directeur de la photo, Jacques Chabannes, adaptateur, Gérard Dubois pour les décors, et Hubert d'Auriol pour l'illustration sonore.
Distribution :
- Martine : Claude Winter
- Yves Massard
- Maurice Garrel
- Andrée de Chauveron
- Nicole Favart